# Dresserus fontensis
Dresserus fontensis är en spindelart som beskrevs av Lawrence 1928. Dresserus fontensis ingår i släktet Dresserus och familjen sammetsspindlar.
Artens utbredningsområde är Namibia. Inga underarter finns listade i Catalogue of Life.